# Claude Thornhill
Claude Thornhill (Terre Haute, de Indiana, 10 de agosto de 1909 - Nueva York, 1 de julio de 1965) fue un pianista, director de orquesta y arreglista estadounidense.

## Historial
Estudió música clásica y piano en Cincinnati, y se instaló en Nueva York a comienzo de los años 30. Allí trabajó con Bing Crosby, Paul Whiteman, Ray Noble y Benny Goodman, y también con su propia orquesta. 
Después se instaló en Hollywood, y allí trabajó con Gil Evans, como arreglista, y formó más tarde su banda. 
Tocaría con Artie Shaw durante su estancia en la Marina y, en los años 50, con pequeños grupos, acompañando a Tony Bennett y a Louis Prima.
Su estilo y su trabajo con las armonías serían decisivos en el desarrollo del jazz de la Costa Oeste y de las famosas sesiones de Miles Davis con Capitol Records.

## Notas y referencias

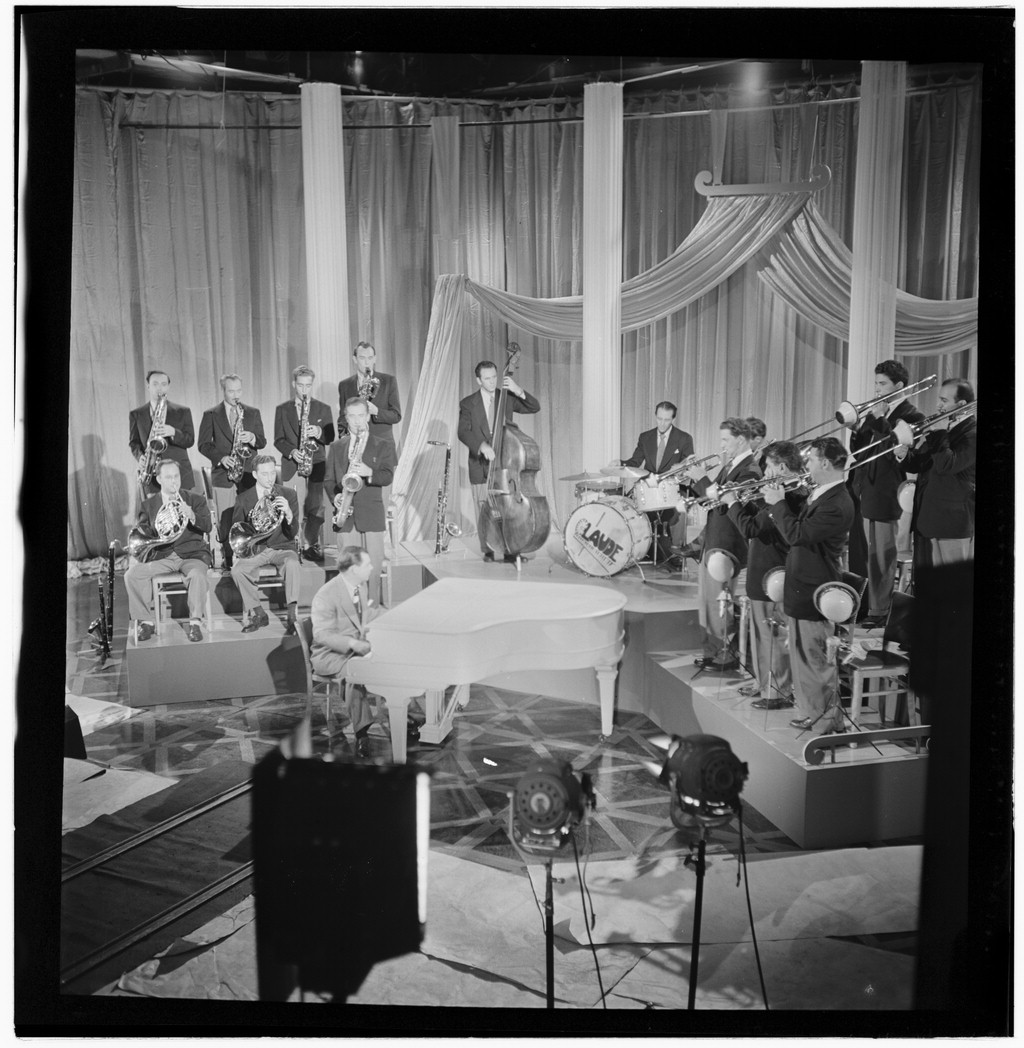
La orquesta de Claude Thornhill.